# Дуейн Капіззі
Дуейн Капіззі (англ. Duane Capizzi) — американський телевізійний сценарист, продюсер. Для Warner Bros. Animation він був сценаристом/продюсером мультсеріалу
Бетмен (мультсеріал, 2004), а також його додаткового фільму «Бетмен проти Дракули».
Сценарист мультсеріалу «Пригоди Джекі Чана». І багатьох не менш значущих телевізійних проєктів.

## Фільмографія

### Кіно
| Мультфільм | Мультфільм                                                       | Мультфільм                                         | Мультфільм          | Мультфільм |
| Рік        | Назва                                                            | Оригінальна назва                                  | Обов'язки           |            |
| ---------- | ---------------------------------------------------------------- | -------------------------------------------------- | ------------------- | ---------- |
| 1994       | Повернення Джафара                                               | The Return of Jafar                                | сценарист           |            |
| 2005       | Бетмен проти Дракули                                             | The Batman vs. Dracula                             | продюсер, сценарист |            |
| 2006       | Супермен: Брейніак атакує                                        | Superman: Brainiac Attacks                         | продюсер, сценарист |            |
| 2007       | Супермен: Судний день                                            | Superman: Doomsday                                 | сценарист           |            |
| 2013       | Трансформери Прайм: Мисливці на чудовиськ — Повстання Предаконів | Transformers Prime Beast Hunters: Predacons Rising | сценарист           |            |
| 2016       | LEGO Скубі-Ду!: Примарний Голлівуд                               | Lego Scooby-Doo! Haunted Hollywood                 | сценарист           |            |
| 2020       | Кармен Сандієго: Красти чи не красти                             | Carmen Sandiego: To Steal or Not to Steal          | сценарист           |            |

### Телебачення
| Мультсеріал | Мультсеріал                                      | Мультсеріал                                   | Мультсеріал          | Мультсеріал |
| Рік         | Назва                                            | Оригінальна назва                             | Обов'язки            |             |
| ----------- | ------------------------------------------------ | --------------------------------------------- | -------------------- | ----------- |
| 1987-1989   | АЛЬФ (анімаційний серіал)                        | ALF: The Animated Series                      | сценарист            |             |
| 1988        | КОПИ (анімаційний серіал)                        | COPS (animated TV series)                     | сценарист            |             |
| 1986-1991   | Справжні мисливці за привидами                   | The Real Ghostbusters                         | сценарист            |             |
| 1987-1996   | Черепашки Ніндзя (мультсеріал, 1987)             | Teenage Mutant Ninja Turtles (1987 TV series) | сценарист            |             |
| 1983-1990   | Елвін та Бурундуки (мультсеріал)                 | Alvin and the Chipmunks (1983 TV series)      | сценарист            |             |
| 1985-1991   | Пригоди ведмежат Гаммі                           | Disney's Adventures of the Gummi Bears        | сценарист            |             |
| 1990-1992   | Хвостовик (мультсеріал)                          | Talespin                                      | сценарист            |             |
| 1991-1992   | Темний плащ                                      | Darkwing Duck                                 | сценарист            |             |
| 1993        | Дурниці (мультсеріал)                            | Bonkers (American TV series)                  | автор ідеї           |             |
| 1994        | Аладдін (анімаційний серіал)                     | Aladdin (animated TV series)                  | сценарист            |             |
| 1995        | Дикий дракон (мультсеріал)                       | The Savage Dragon (TV series)                 | продюсер             |             |
| 1995-1997   | Ейс Вентура: Розшук домашніх тварин(мультсеріал) | Ace Ventura: Pet Detective                    | сценарист            |             |
| 1995-1997   | Маска (мультсеріал)                              | The Mask: Animated Series                     | продюсер             |             |
| 1997        | Екстремальні мисливці за привидами               | Extreme Ghostbusters                          | автор ідеї, продюсер |             |
| 1997-1999   | Люди в чорному (мультсеріал)                     | Men in Black: The Series                      | продюсер, сценарист  |             |
| 1999-2000   | Рефнеки: Хроніки зоряних десантників             | Roughnecks: Starship Troopers Chronicles      | продюсер             |             |
| 1999-2001   | Великий хлопець та Расті робо-хлопець            | Big Guy and Rusty the Boy Robot               | продюсер, сценарист  |             |
| 2002-2003   | Пригоди Джекі Чана                               | Jackie Chan Adventure                         | продюсер, сценарист  |             |
| 2004-2006   | Бетмен                                           | The Batman                                    | продюсер, сценарист  |             |
| 2010-2013   | Трансформери: Прайм                              | Transformers: Prime                           | продюсер, сценарист  |             |
| 2015-2017   | Трансформери: Роботи під Прикриттям              | Transformers: Robots in Disguise              | продюсер             |             |
| 2015        | Будь класним, Скубі-Ду!                          | Be Cool, Scooby-Doo!                          | сценарист            |             |
| 2016-2018   | Академія Скайлендерів                            | Skylanders Academy                            | сценарист            |             |
| 2016-2018   | Ліга Справедливості в дії: Екшн                  | Justice League Action                         | сценарист            |             |
| 2019-2021   | Кармен Сан-Діеґо                                 | Carmen Sandiego (TV series)                   | продюсер, сценарист  |             |